# Rudolf Cohen
Rudolf Cohen (* 13. Juni 1932 in München; † 30. April 2018 ebenda) war ein deutscher Psychologe und Hochschullehrer.

## Leben
Seine Eltern waren Annemarie und Rudolf Cohen, die sich als Quäker während der Zeit des Nationalsozialismus als Stille Helfer verdient gemacht hatten. Er selbst hatte während des Bombenkrieges in München als 11-Jähriger ein Bein verloren. Er bekannte sich auch zum Quäkertum, was ihm bei seinem ersten Lehramtsstudium große Schwierigkeiten bereitete: Zuerst konnte er 1946 zwar ohne Probleme in die Lehrerbildungsanstalt Pasing eintreten, dann wurde versucht, sein Weiterstudium in dem pädagogischen Lehrgang zu behindern. Erst durch den Einfluss prominenter Münchner Presseleute wurde er doch zu diesem Lehrgang zugelassen und er konnte 1953 die erste Prüfung für das Lehramt an Volksschulen als Fünftbester von 93 Kandidaten bestehen. Bei der Einweisung in den Vorbereitungsdienst und Ernennung zum Lehramtsanwärter ergaben sich erneut Probleme, da damals die bayerischen Volksschulen als Bekenntnis- oder Gemeinschaftsschulen geführt wurden und er nur in Klassen hätte unterrichten dürfen, in denen die Mehrzahl der Kinder Quäker oder religionslos sind; solche Klassen gab es aber in Bayern nicht.
Obwohl er dann eine Zulassung zum Vorbereitungsdienst in Niedersachsen erhalten hat, entschloss er sich, einen anderen Weg einzuschlagen und studierte ab 1953 in München und Hamburg Psychologie. Er wurde in Hamburg 1961 promoviert und habilitierte sich 1968. Nach Abschluss einer Habilitation übernahm er die Leitung der Arbeitsgruppe für Klinische Psychologie am Max-Planck-Institut für Psychiatrie in München. Ab 1969 forschte und lehrte er an der Universität Konstanz auf dem Lehrstuhl für Klinische und Differentielle Psychologie.
Von 1992 bis 1996 war Cohen Vizepräsident der Deutschen Forschungsgemeinschaft. Von 1996 bis zu seiner Emeritierung im Jahr 2000 war er in Nachfolge von Bernd Rüthers Rektor der Konstanzer Universität.

## Werk
Im Mittelpunkt seiner Forschungen standen unter anderem psychophysiologische Untersuchungen zur Informationsverarbeitung chronisch Schizophrener sowie die Verhaltenstherapie schizophrener und alkoholkranker Patienten.
In Konstanz initiierte er die Zusammenarbeit mit dem Zentrum für Psychiatrie Reichenau, hier gründete er 1969 die damals deutschlandweite einmalige Forschungsstation am Zentrum für Psychiatrie und begann die Zusammenarbeit mit den Kliniken Schmieder. Er war Mitbegründer der Deutschen Gesellschaft für Suchtforschung und Suchttherapie.

## Ehrungen
Für seine Verdienste als Wissenschaftler und Rektor – in seiner Amtszeit trat eine neue Grundordnung der Universität Konstanz in Kraft – erhielt Rudolf Cohen das Bundesverdienstkreuz 1. Klasse. Im Jahr 1993 wurde er zum Mitglied der Gelehrtenakademie Leopoldina gewählt; ab 1996 war er ordentliches Mitglied der Heidelberger Akademie der Wissenschaften.

## Publikationen (Auswahl)
- gem. m. Susanne Meyer-Osterkamp und Irmela Florin: Eine Untersuchung zum operanten Konditionieren sozialen Verhaltens bei chronisch Schizophrenen. Verlag für Psychologie Hogrefe, Göttingen 1973, ISBN 978-3-8017-0073-7.
- gem. m. Susanne Davies-Osterkamp: Zur Grössenkonstanz bei Schizophrenen: eine experimentalpsychologische Untersuchung. Springer, Berlin 1973, ISBN 978-3-540-06147-2.
- Patterns of personality judgment. Academie Press, New York 1973.
- Systematische Tendenzen bei Persönlichkeitsbeurteilungen: Eine empirische. Untersuchung. Huber Verlag, Bern 1969 (zugleich Habil.-Schrift, Universität Hamburg).

## Privates
Rudolf Cohen war verheiratet mit Eva Renata Cohen, geb. de la Camp (1933–2016). Aus der Ehe stammten drei Söhne.